# Aegle rebeli
Aegle rebeli is een vlinder uit de familie uilen (Noctuidae). De wetenschappelijke naam is voor het eerst geldig gepubliceerd in 1923 door Schawerda.
De soort komt voor in Europa.